# Теорема Куранта — Фишера
Теорема Куранта — Фишера — теорема о свойстве эрмитова оператора в гильбертовом пространстве функций. Также называется теоремой о минимаксе.

## Формулировка
{\displaystyle \lambda _{k}=\inf \limits _{L_{k}}\sup \limits _{x\in L_{k}\cap S}(Ax,x)}
{\displaystyle A} — линейный самосопряжённый оператор, действующий в конечномерном комплексном или действительном пространстве,
{\displaystyle S} — единичная сфера,
{\displaystyle e=e_{1},\dots ,e_{n}} — ортонормированный базис пространства {\displaystyle V}, состоящий из собственных векторов оператора {\displaystyle A},
{\displaystyle \lambda _{k}} — {\displaystyle k}-ое собственное значение оператора {\displaystyle A} и {\displaystyle \lambda _{1}\leq \lambda _{2}\leq \dots \leq \lambda _{n}}
{\displaystyle L_{k}} — {\displaystyle k}-мерное подпространство {\displaystyle V}.

## Доказательство
{\displaystyle p=n-k+1}, 

{\displaystyle L_{k}} — {\displaystyle k}-мерное подпространство {\displaystyle V},

{\displaystyle W_{n-k+1}} — линейная оболочка векторов {\displaystyle e_{k}\dots e_{n}}. 

{\displaystyle \dim L_{k}+\dim W_{n-k+1}=n+1}. 

Откуда следует, что {\displaystyle L_{k}\cap W_{n-k+1}\neq {\varnothing }}.
Пусть {\displaystyle x_{0}\in L_{k}\cap W_{n-k+1}} и {\displaystyle \ \|x_{0}\|=1}. 

Так как {\displaystyle \lambda _{k}=\inf \limits _{x\in W_{n-k+1}\cap S}(Ax,x),} то {\displaystyle (Ax_{0},x_{0})\geq \lambda _{k}}. 

С другой стороны: так как {\displaystyle x_{0}\in L_{k}} то
{\displaystyle \sup \limits _{x\in L_{k}\cap S}(Ax,x)\geq \lambda _{k}}
{\displaystyle \inf \limits _{L_{k}}\sup \limits _{x\in L_{k}\cap S}(Ax,x)\geq \lambda _{k}}
Равенство достигается при {\displaystyle L_{k}=L({e_{1}\dots e_{k}})}.

## Дополнительно
Очевидно, что {\displaystyle \sup \limits _{L_{k}}\inf \limits _{x\in L_{k}\cap S}(Ax,x)=\inf \limits _{L_{n-k+1}}\sup \limits _{x\in L_{n-k+1}\cap S}(Ax,x)}.